# Namestnik načelnika Vojaškega odbora Nata
Namestnik načelnika Vojaškega odbora Nata (uradno angleško Deputy Chairman of the Military Committee; kratica: DCMC) nadomešča načelnika Vojaškega odbora zveze NATO; posledično je drugi najvišji vojaški častnik zveze NATO. Njegova glavna zadolžitev je pomoč in nadomeščanje načelnika Vojaškega štaba v njegovi odsotnosti, hkrati pa je vojaški svetovalec namestnika generalnega sekretarja Nata, načelnik High Level Task Force (HLTF) in podpredsednik Konference visokih Natovih logistikov (Senior NATO Logisticians Conference). Posebej pa je zadolžen za koordinato vseh zadev glede radiološko-kemično-biološke obrambe znotraj Mednarodnega vojaškega štaba zveze NATO.
V skladu z dogovorom položaj namestnika načelnika vedno zaseda ameriški častnik. Trenutni DCMC (od 22. marca 2010) je Walter E. Gaskin, generalporočnik Korpusa mornariške pehote ZDA.